# NGC 1729
NGC 1729 (również PGC 16529) – galaktyka spiralna (Sc), znajdująca się w gwiazdozbiorze Oriona. Odkrył ją William Herschel 1 lutego 1786 roku.
W galaktyce tej zaobserwowano supernową SN 2012ap.